# Otto Immisch

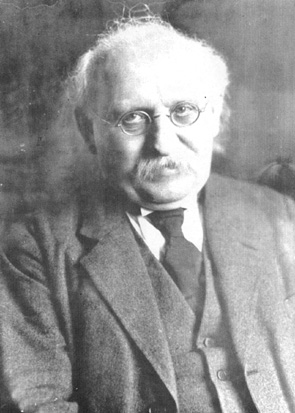
Otto Immisch

Joannes Heinrich Otto Immisch (* 18. Juni 1862 in Wartha bei Malschwitz, Oberlausitz; † 29. Oktober 1936 in Freiburg im Breisgau) war ein deutscher Altphilologe.

## Leben
Otto Immisch stammte aus einer Förster- und Landwirtsfamilie. Seine Eltern waren Pauline geb. Wiedemann (1834–1876) und der Volksschullehrer Karl Otto Immisch (1833–1899). Ab 1867 lebte die Familie in Dresden, wo der Vater an der 9. Bezirksschule unterrichtete. Otto Immisch selbst besuchte die 1. Bürgerschule, nahm Privatunterricht im Lateinischen und wurde 1875 auf die Kreuzschule aufgenommen, an der er 1882 die Reifeprüfung "als bester Schüler"  ablegte. Er studierte Klassische Philologie an der Universität Leipzig bei Otto Ribbeck und wurde 1885 promoviert zum Thema De glossis lexici Hesychiani Italicis, dessen Anregung von Georg Curtius kam. 1886 bestand er die Staatsprüfung und arbeitete zunächst als Hauslehrer. Ostern 1887 trat er den Lehrdienst am König-Albert-Gymnasium an, was er bis zu seiner Berufung nach Gießen beibehielt.
1889 begann er seine akademische Karriere mit einer Habilitation zum Thema Klaros, Forschungen über griechische Stiftungssagen, wozu er im Winter 1889/90 seinen Lehrdienst zum Zweck einer Studienreise nach Griechenland und Italien kurz unterbrach. Begonnen hat er seine Dozententätigkeit als Privatdozent an der Universität Leipzig und wurde dort 1895 außerordentlicher Professor. 1907 folgte er einem Ruf nach Gießen und erhielt 1914, nach einer einjährigen Professur in Königsberg, einen Ruf der Albert-Ludwigs-Universität Freiburg, den er annahm. 1917 wurde er zum Geheimen Hofrat ernannt sowie zum Mitglied der Heidelberger Akademie der Wissenschaften gewählt. 1918 und 1919 war er Dekan der Philosophischen Fakultät und im WS 1923/24 war er Rektor der Universität. 1933 wurde er emeritiert, hielt jedoch selbst danach noch vereinzelte Lehrveranstaltungen ab. Sein Nachfolger wurde Eduard Fraenkel.
1915 bis 1927 war er Vorsitzender des Deutschen Gymnasialvereins (seit 1927 Ehrenvorsitzender), der für den Erhalt humanistischer Gymnasien in Deutschland eintrat. Er publizierte daher viele Beiträge in der Verbandszeitschrift Das humanistische Gymnasium. In der Badischen Landessynode arbeitete er von 1926 bis 1930 als Mitglied.
Während seiner Studentenzeit in Leipzig gründete er mit einigen Mitschülern im Juni 1882 den „Litterarischen Abend zu Leipzig“, einen Studentenverein, aus dem später die (heute in Mannheim ansässige) Leipziger Turnerschaft Fridericiana hervorging. Als Gründungsvorsitzender trägt er dort die Mitgliedsnummer 1. Laut den Lebenserinnerungen seines Bundesbruders und Schwagers Walther Zenker hat er als Student Mensuren gefochten. Die Philologisch-Historische Verbindung Gießen im Naumburger Kartellverband ernannte ihn zum Ehrenmitglied.
Immisch war seit 1891 verheiratet mit Agnes Elisabeth, geb. Zenker. Er hatte zwei Kinder, Clara Pauline (1892–1978) und Julius Heinrich (1895–1917).

## Schriften und Reden
- Das alte Gymnasium und die neue Gegenwart, Vortrag geh. in Berlin 1915, Weidmann Berlin 1916
- Das Nachleben der Antike. Dieterich, Leipzig 1919
- Wie studiert man klassische Philologie? Wilhelm Violet, Stuttgart 1920
- Zur Frage der Plautinischen Cantica. Carl Winter, Heidelberg 1923
- Academia : Rektoratsrede. Speyer & Kaerner, Freiburg i. B. 1924
- Bemerkungen zur Schrift vom Erhabenen. Carl Winter, Heidelberg 1925
- Ein Epodos des Archilochos. Carl Winter, Heidelberg 1930
- Horazens Epistel über die Dichtkunst. Dieterich, Leipzig 1932